# Luparo

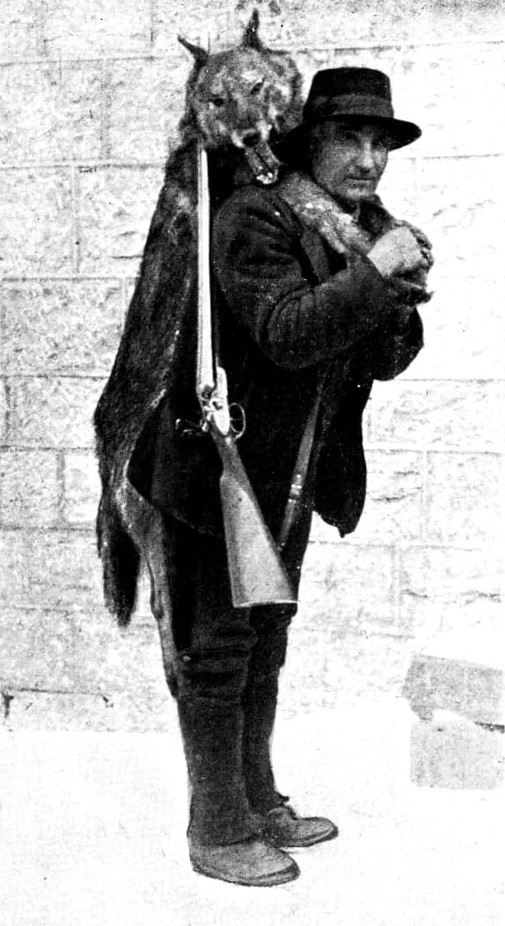
Il cacciatore Paglione Luigi che in quindici anni, vigendo la vecchia legge, ha ucciso sino al 1923 cinquantasette lupi.

Il luparo in Italia era una figura professionale che svolgeva l'attività venatoria di caccia ai lupi. Questa professione è durata fino agli anni Sessanta del secolo scorso, quando il lupo appenninico si era venuto a trovare sull'orlo dell'estinzione e tale lavoro non era più remunerativo, e vietato dalle norme di protezione della specie, per le quali l'unica caccia ammessa è quella fotografica.
La caccia al lupo era a volte fatta al servizio di privati, altre volte più persone si univano per andare a cacciare i lupi, dopo la loro uccisione venivano impagliati e portati per le vie e piazze delle città, dove si faceva la questua porta a porta per chiedere alle persone un'offerta, soprattutto nei confronti dei pastori che potevano dare anche cibo in cambio.
La caccia al lupo avveniva in diversi modi, tra questi c'erano le battute di caccia oppure realizzando trappole come i lacci per poterli catturare, come raccontato in un articolo di giornale del 1946 in Val d'Aveto con il quale sono stati catturati e uccisi due lupi.
La figura del luparo si rendeva necessaria nelle zone montane dove la presenza di pascoli e boschi permetteva la maggior presenza dei lupi; con l'arrivo delle moderne armi da caccia, nel Ottocento si iniziò lo sterminio sulle Alpi arrivando a metà degli anni Cinquanta del XX secolo ad avere solo 100 esemplari in tutta Italia. Il luparo venne abolito nel 1976 con le leggi per la protezione del lupo. Tale mestiere si ritiene oggi estinto.
Si può ipotizzare che questo lavoro sia nato nel corso del Medioevo e sopravvissuto fino all'età moderna. Si hanno documenti ben precisi dal XVI secolo che parlano della loro attività e dell'obbligo da parte del signore di saldarli, o delle taglie che venivano messe sui lupi che sarebbero state date ai lupari. 
Nel Regno delle Due Sicilie l'allora sovrano, Gioacchino Murat, emanò il 16 maggio 1810, il decreto n. 643 con il quale si stabilivano i premi per la cattura dei lupi. Quando si creò un mercato di cacciatori di lupi, questi andavano con le stesse bestie in più paesi e città a richiedere le ricompense, pertanto sorse la regola secondo cui una volta che fosse stata pagata la taglia, si sarebbero tagliate le orecchie ai lupi in maniera che non si potessero chiedere due ricompense. È noto che nella zona del Parco nazionale d'Abruzzo, Lazio e Molise negli anni Trenta del secolo scorso la lupa adulta aveva una taglia di 75 lire, un maschio 50 e un lupetto 17,5, mentre negli anni Sessanta, durante gli ultimi periodi di attività dei lupari, la taglia arrivava sulle 20 000 lire.
Leonardo Dorotea nel 1862 descrive la professionalità di questi cacciatori che cercavano di risparmiare l'uccisione degli esemplari femmine per non esaurire la specie fonte dei loro redditi.
La caccia ai lupi non è stata prerogativa solo italiana ma è stata praticata in tutti i Paesi in cui era presente il predatore 
con diverse modalità e terminologie, ed in alcuni è tuttora praticata.

## Filmografia
La figura degli ultimi lupari è narrata nel film Uomini e lupi del 1957, del regista Francesco De Santis con, tra gli altri, gli attori Silvana Mangano e Yves Montand. Nel film si raccontano le traversie dei protagonisti, lupari appunto, tra freddo, eccessive nevicate, disoccupazione, tragedie, amori e lupi che attaccano le greggi. Nella didascalia iniziale si recita:
Nello stesso film viene recitata una canzone per la questua del luparo:
ed i lupi erano venti 

le gambe mi tremavano

e il cuore pure, 

ed io ho sparato… bum

e il lupo è morto sulla neve.

Amici cari miei, 

guardate il lupo morto,

mettevi le mani sul cuore 

e la coscienza

di pane e di granturco 

nessuno nella vita 

può far senza.»